# Brücke (Overath)
Brücke ist ein Ortsteil von Overath im Rheinisch-Bergischen Kreis in Nordrhein-Westfalen, Deutschland.

## Lage und Beschreibung
Der alte Wohnplatz Brücke lag am Ostufer der Agger, nordöstlich vom Overather Zentrum, in etwa im Bereich der heutigen Straßen An der Brücke, Am Aggersteg und Alte Mucher Straße. Der Name der Ortschaft bezieht sich auf eine Holzbrücke, die hier jahrhundertelang in unterschiedlichen Ausführungen den bedeutenden Handelsweg Brüderstraße über die Agger leitete. Bis zum Anfang des 20. Jahrhunderts überquerte nur jeweils eine Holzbrücke die Agger. Sie musste häufig erneuert werden und überforderte das nicht mit finanziellen Gütern gesegnete Kirchspiel Overath. Die Siedlung ist durch Wohn- und Gewerbebebauung nicht mehr als eigenständiger Wohnplatz zu erkennen. 

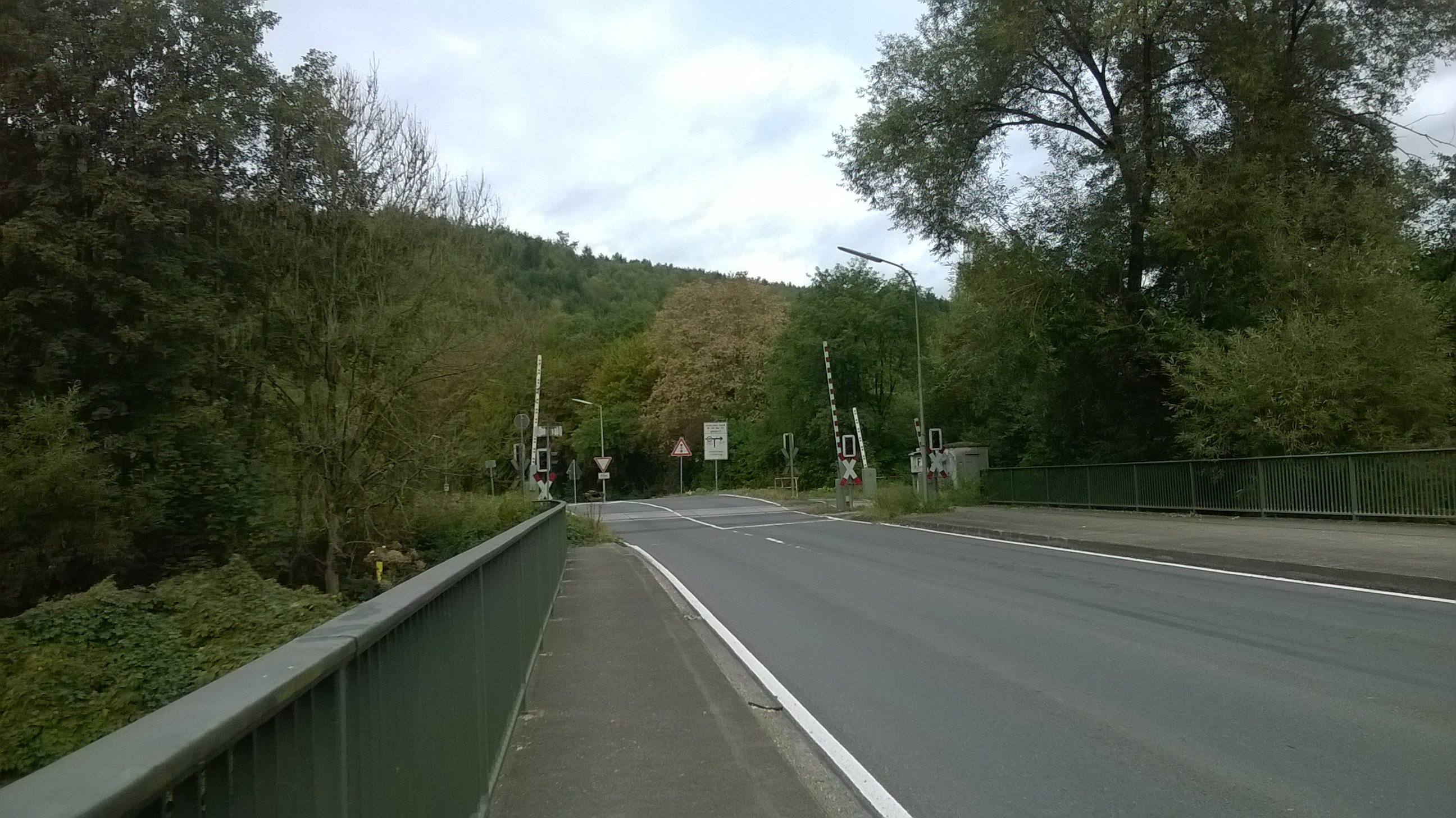
Brücke an der Mucher Straße

 Die heutige Beton-Brücke auf Grauwacke-Fundamenten liegt etwas nördlich des alten Brückenstandorts außerhalb der ursprünglichen Ortschaft Brücke und ist die Verlängerung der Muchstraße. Sie führt über die Agger und die Gleise der Bahnstrecke Köln-Kalk–Overath auf die Kreisstraße 484, hier Kölner Straße. Die im 20. Jahrhundert erbaute schmale Fußgängerbrücke Aggersteg verbindet Brücke mit dem Overather Zentrum.
Der Bach Tiefer Siefen mündet bei Brücke in die Agger.

## Geschichte
Die Topographia Ducatus Montani des Erich Philipp Ploennies, Blatt Amt Steinbach, belegt, dass der Wohnplatz bereits 1715 eine Hofstelle besaß, die als Brückerhof beschriftet ist. Der Ort war zu dieser Zeit Teil der Honschaft Heiliger im Kirchspiel Overath.
Der Wohnplatz ist auf der Topographischen Aufnahme der Rheinlande von 1817 als Brücke verzeichnet, ebenso in der Preußischen Uraufnahme von 1845 und der Preußischen Neuaufnahme von 1892.
1822 lebten 17 Menschen im als Hof kategorisierten Ort, der nach dem Zusammenbruch der napoleonischen Administration und deren Ablösung zur Bürgermeisterei Overath im Kreis Mülheim am Rhein gehörte. Für das Jahr 1830 werden für den als Brücke bezeichneten Ort 19 Einwohner angegeben. Der 1845 laut der Uebersicht des Regierungs-Bezirks Cöln als Hof kategorisierte und Brücke bezeichnete Ort besaß zu dieser Zeit zwei Wohngebäude mit neun Einwohnern, alle katholischen Bekenntnisses.
Nach der offiziellen Liste von Einwohnern und Viehstand von 1848 waren in Brücke sieben Personen ansässig, darunter besaß lediglich der Ackerer Johann Gerhard Becher Vieh: 1 Pferd, 1 Ochse, 5 Kühe, 2 Rinder, 2 Schweine.
Die Gemeinde- und Gutbezirksstatistik der Rheinprovinz führt Brücke 1871 mit drei Wohnhäusern und 26 Einwohnern auf. Im Gemeindelexikon für die Provinz Rheinland von 1888 werden für Brücke drei Wohnhäuser mit 25 Einwohnern angegeben. 1895 besitzt der Ort drei Wohnhäuser mit 25 Einwohnern, 1905 werden drei Wohnhäuser und 18 Einwohner angegeben.

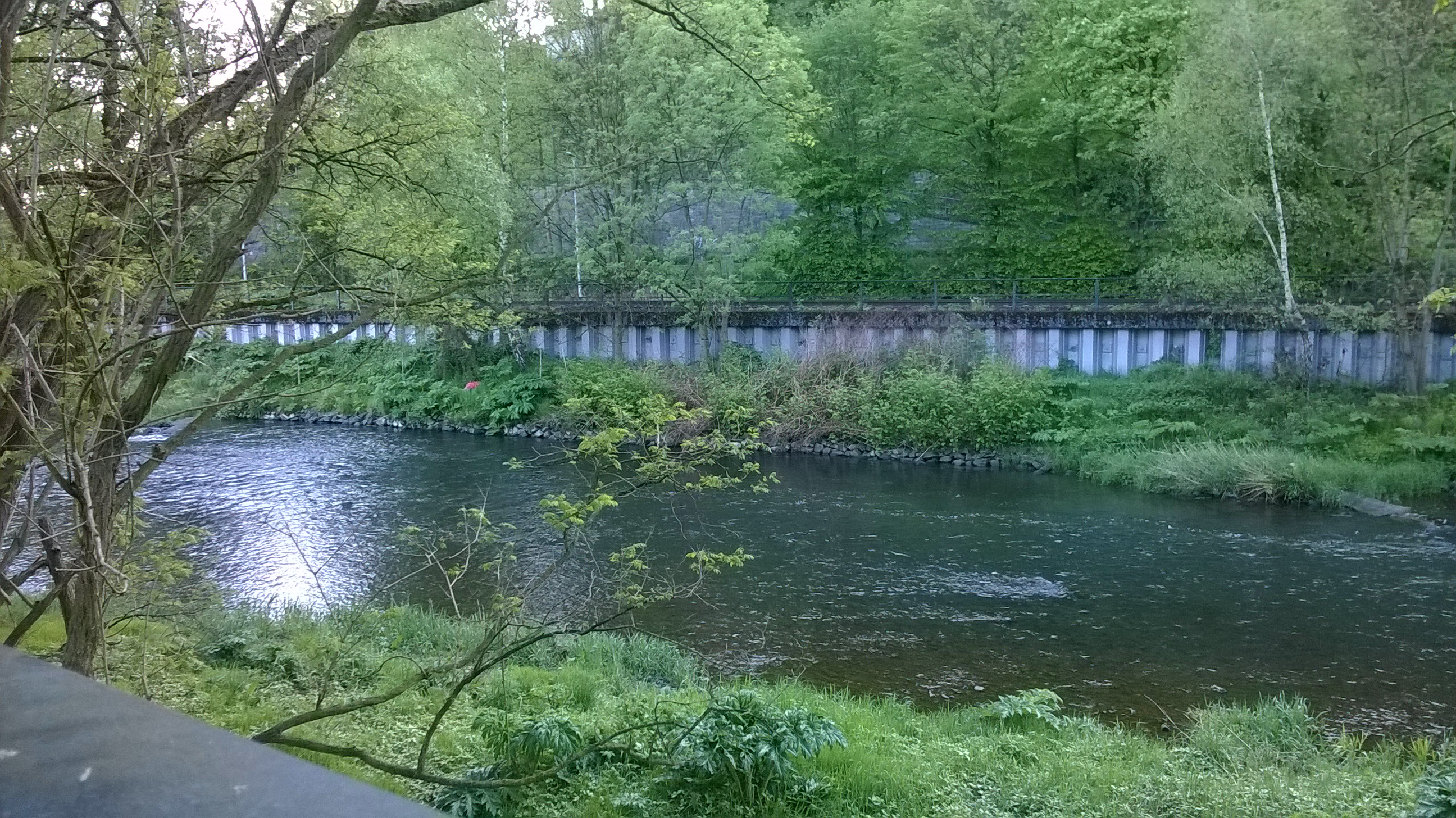
Agger An der Brücke
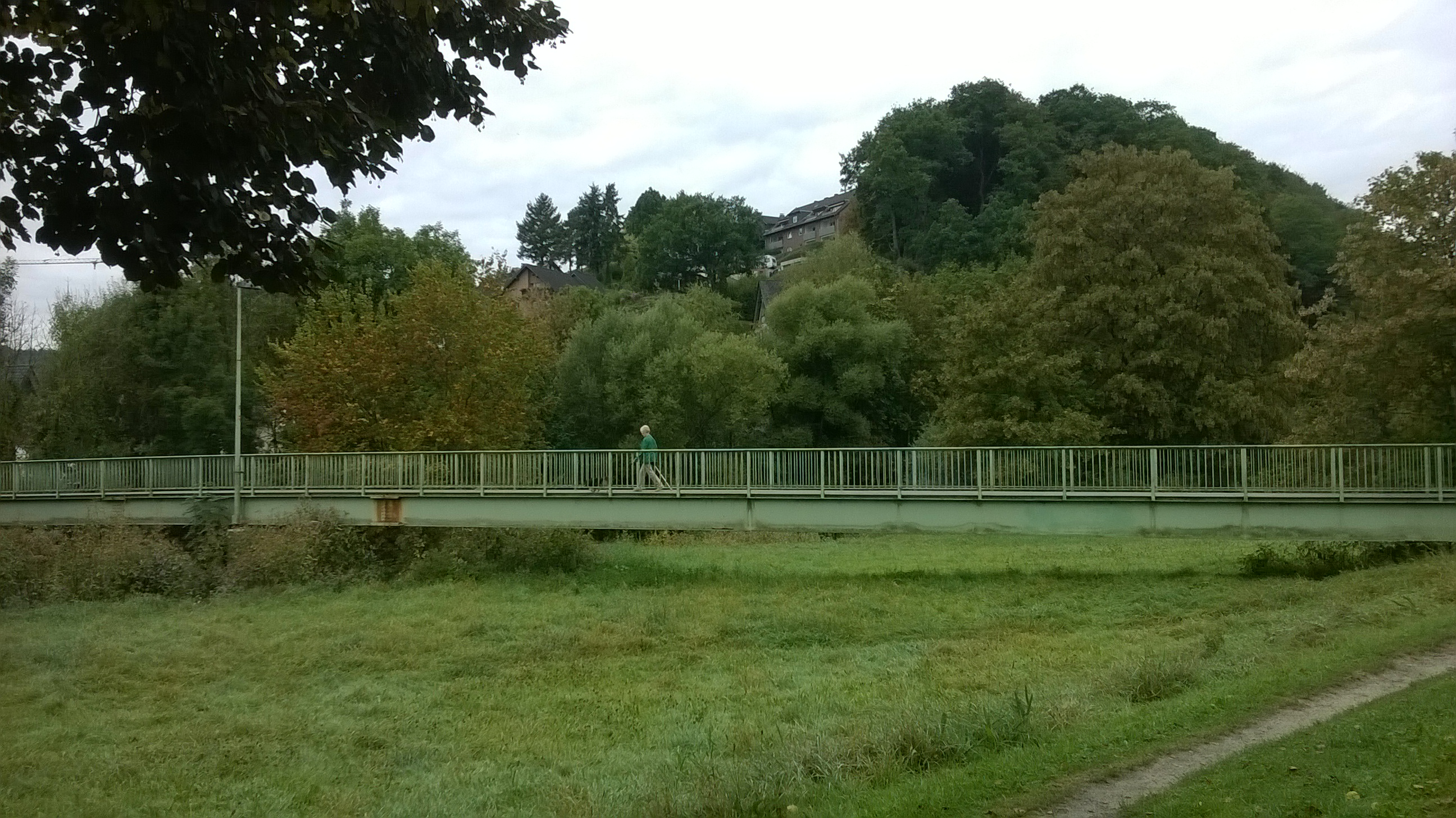
Fußgängerbrücke Aggersteg
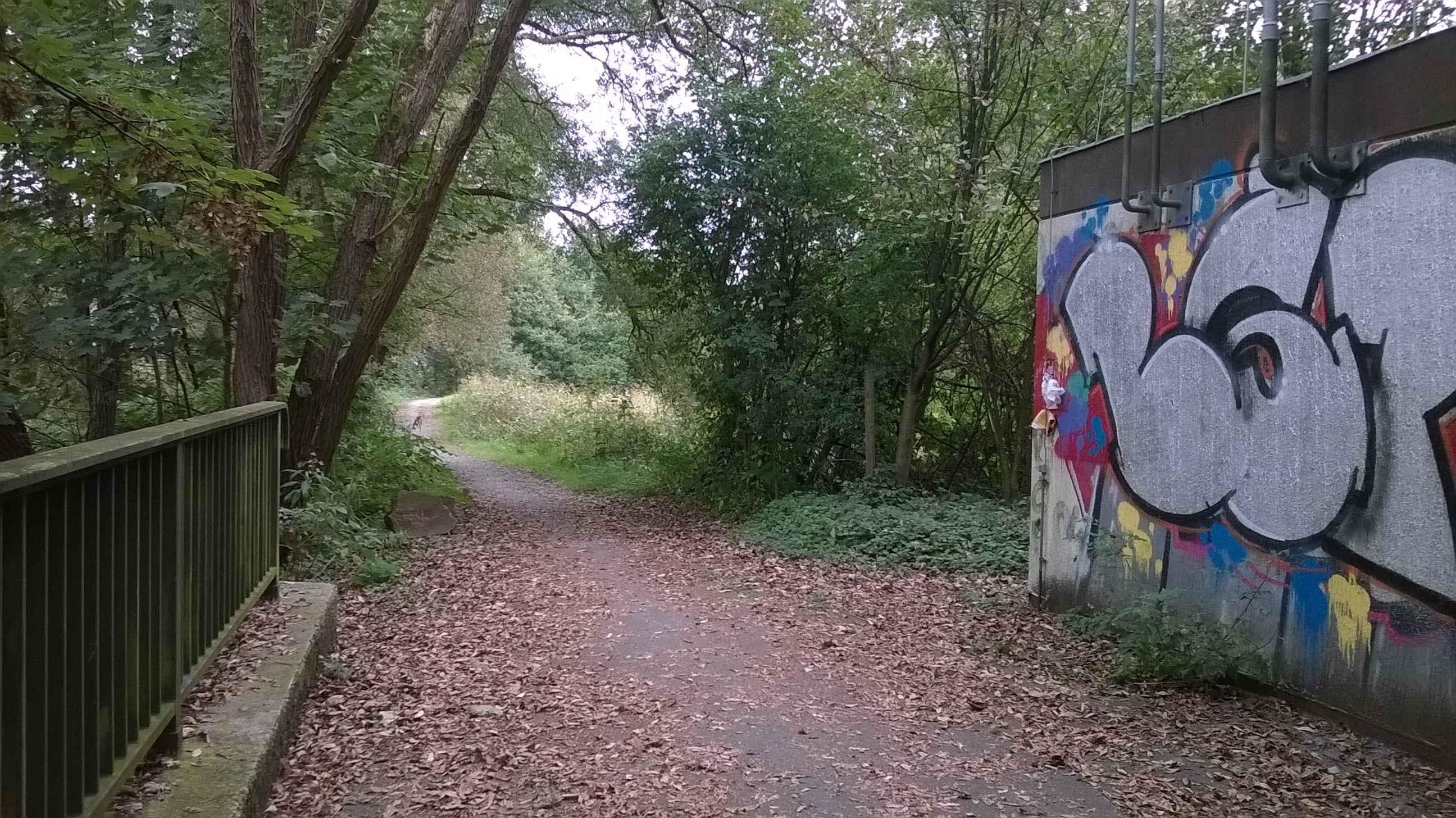
Weg entlang der Agger

## Brückenprobleme
Vom April 1632 an galt im Kirchspiel Overath die Vorschrift, dass Anlieger Landstraßen in Ordnung zu halten hatten, was auch für die Brüderstraße mit der Brücke galt und schwer zu handhaben war.
In diesem Zusammenhang beschwerten sich die Anlieger im Jahre 1707 (es war die Zeit der Spanischen Erbfolgekriege) beim Kurfürsten Jan Wellem darüber, dass Postwagen und ständig durchziehende Heerscharen ihre Brücken ruinierten und sie finanziell überforderten.
Die gezimmerten Holzbrücken widerstanden den Kräften der Agger in der Regel nicht lange. Eine 1784 erbaute Brücke musste bereits 1805 erneuert werden. Als sie unter der Leitung des Brückenbauers Johann Bolz aus Krahwinkel fast fertiggestellt war, wurde sie am 5. Februar von der Flut weggerissen und Bolz und zwei weitere Brückenbauer ertranken. Ein Eisgang wiederum zerstörte in der Neujahrsnacht 1879/80 eine spätere Brücke. Die letzte Holzbrücke an dieser Stelle fiel im November 1890 wieder einer Flut zum Opfer, der sogenannten Kathregenflog.